# Provincia dell'Alto Lomami
La provincia dell'Alto Lomami, (francese: Province du Haut-Lomami) è una delle 26 province della Repubblica Democratica del Congo. Il suo capoluogo è la città di Kamina.
La provincia si trova nel Congo centro-meridionale.
Nel precedente ordinamento amministrativo del Congo (in vigore fino al 2015) la provincia non esisteva in quanto faceva parte della più ampia provincia del Katanga.

## Geografia antropica

### Suddivisioni amministrative
La provincia dell'Alto Lomami è suddivisa nelle città di Kamina ed in 5 territori:
- territorio di Bukama, capoluogo: Bukama;
- territorio di Kabongo, capoluogo: Kabongo;
- territorio di Kamina, capoluogo: Kamina;
- territorio di Kaniama, capoluogo: Kaniama;
- territorio di Malemba-Nkulu, capoluogo: Malemba-Nkulu.